# Bactris setulosa
Bactris setulosa е вид растение от семейство Палмови (Arecaceae).

## Разпространение
Разпространен е в Колумбия, Еквадор, Перу, Тринидад и Тобаго и Венецуела.